# Стрельников, Иван Михайлович (Герой Социалистического Труда)
Ива́н Миха́йлович Стре́льников (15 февраля 1907, Атемар, Пензенская губерния — 5 января 1997, Саранск) — кузнец Саранского экскаваторного завода; Герой Социалистического Труда.

## Биография
Родился в семье кузнеца; работал помощником у отца с 13 лет.
В 1941 году был призван в Красную Армию; в 1942 году после тяжёлого ранения демобилизован.
Жил с семьёй в Саранске. Работал кузнецом кузнечного цеха мотороремонтного завода (с 1959 — Саранский экскаваторный завод, ныне — ОАО «СарЭкс»). В 1965 году удостоен звания Героя Социалистического Труда.
Выйдя на пенсию в 1968 году, продолжал работать аппаратчиком кислородной станции на том же заводе.
Был избран членом Мордовского обкома КПСС, делегатом XXIII съезда КПСС.

## Награды
- звание Героя Социалистического Труда с вручением медали «Серп и Молот» и ордена Ленина (24.12.1965)
- орден Отечественной войны 2-й степени (11.3.1985)
- медали.

## Память
Бюст И. М. Стрельникова установлен на аллее Славы в Лямбире, созданной к 80-летию района.